# Pestel (Haiti)
Pestel, in creolo haitiano Pestèl, è un comune di Haiti facente parte dell'arrondissement di Corail, nel dipartimento di Grand'Anse.